# Старицкий Успенский монастырь
Ста́рицкий Успе́нский монастырь — мужской монастырь Тверской епархии Русской православной церкви, расположенный в городе Старице на реке Волге выше устья реки Верхней Старицы.

## История монастыря

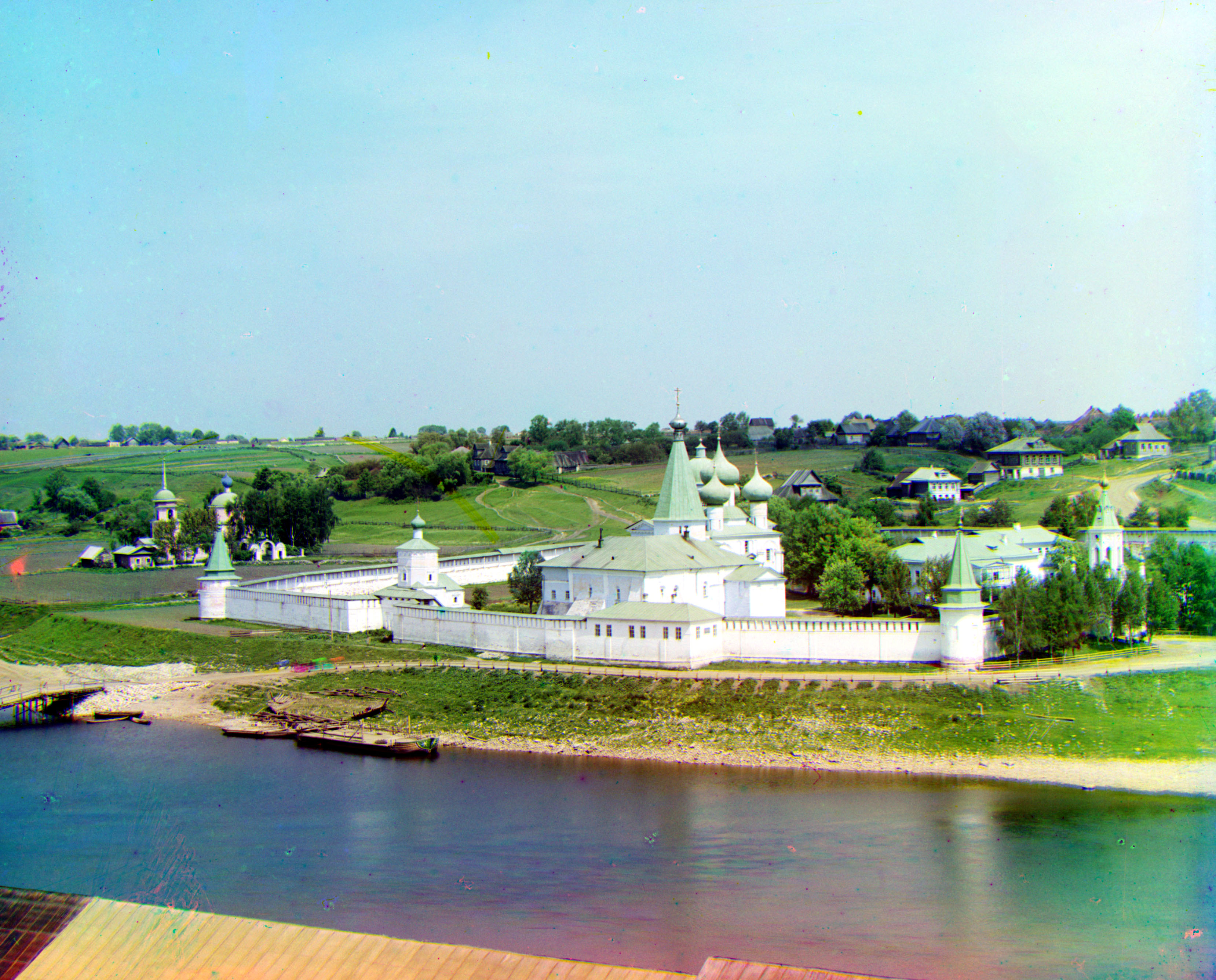
Успенский монастырь на фото Прокудина-Горского (1910)

Согласно преданию, монастырь основан в 1110 году двумя монахами Киево-Печерской лавры: «… в 1110 году пришли на урочище Старый бор два инока из Киевских пещер Трифон и Никандр и стали там жить и слову Божию учить приходящих к ним». Постепенно сюда пришли и другие иноки — образовалось пустынническое братство.:21—26 Построена деревянная церковь:26—27, близ которой возникли поселения, деревни и в 1297 году основан город Старица. Единственное достоверное упоминание о существовавшей в Старице обители относятся к 1312 году, когда монастырь был разрушен во время междоусобной войны между тверскими и московскими князьями:33. 

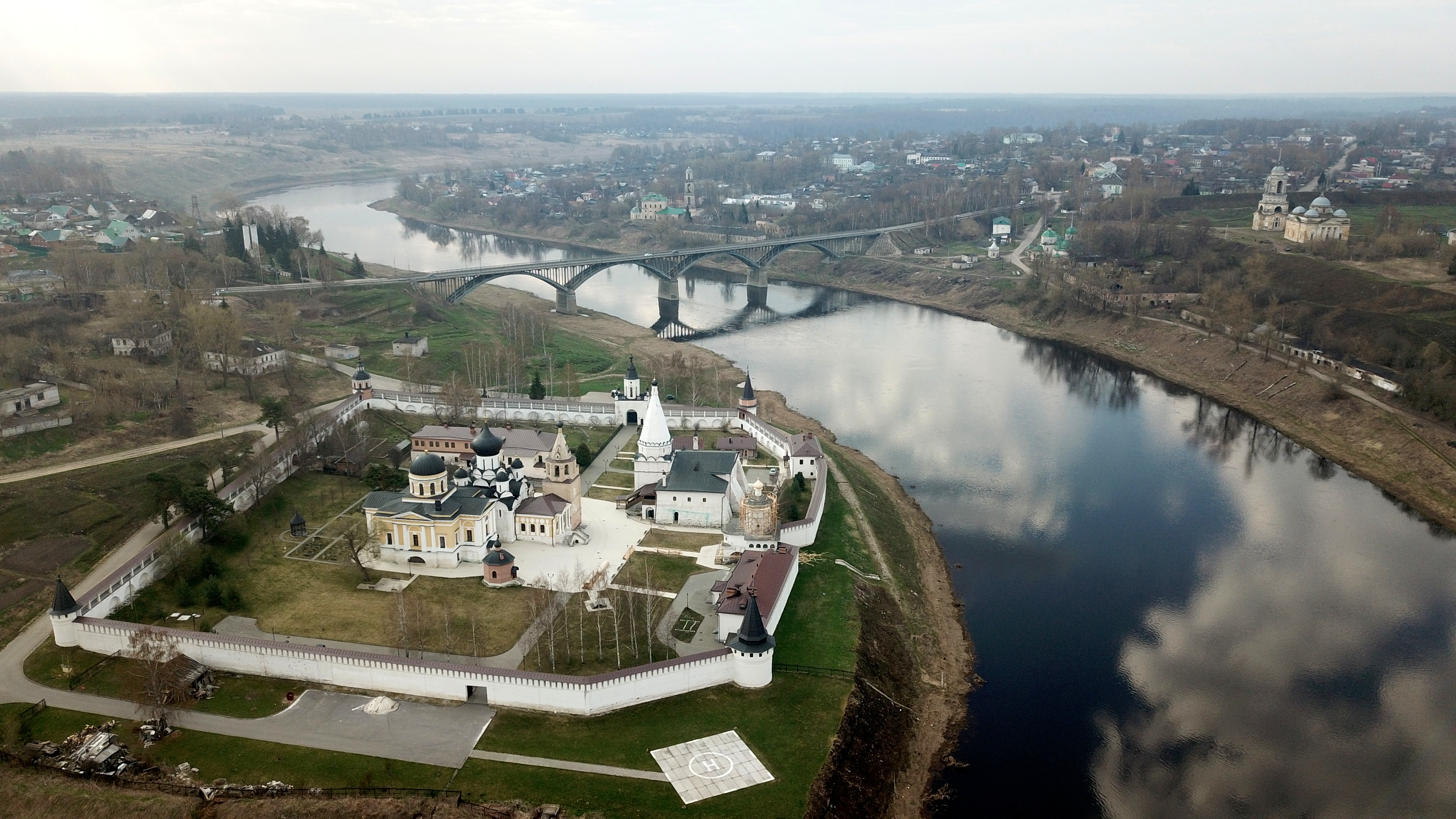
Вид сверху. Апрель 2018.

Монастырь был заново основан в первой половине XVI века при князе Андрее Ивановиче Старицком, хотя местное предание утверждает, что на небольшом удалении от волжского берега монашеская жизнь велась ещё в XII—XIII веках:33—34.
С 1559 года монастырём правил архимандрит Иов, уроженец Старицы. В 1571 году он послан настоятелем московского Симонова монастыря:35—36, впоследствии стал первым Патриархом Московским и всея Руси.
В 1606 году, во время правления Лжедмитрия, патриарх Иов был отправлен в Старицкий монастырь, где и скончался через два года. На месте его погребения в углу Успенского собора построили четырёхъярусную колокольню с часовней. В 1652 году по велению царя Алексея Михайловича мощи Иова торжественно перенесены из Старицы в Успенский собор Московского кремля:43—45.
Расцвет монастыря относится к XVII веку. Имел разветвлённую систему подземных коммуникаций. В 1764 году земли у монастыря отобрали, и монахов осталось всего 12 человек.
Монастырь закрыт в 1919 году, а в 1930-х годах разобрана стена с угловыми башнями, окружавшая монастырь. В 1944 году в монастыре начался ремонт, но основные постройки оставались законсервированными.
В 1997 году Святейший синод под председательством Патриарха Московского и всея Руси Алексия II постановил: «Благословить открытие в городе Старице Тверской епархии Успенского мужского монастыря для возобновления в нём монашеской жизни». К 2013 году монастырские строения восстановлены в первозданном виде.

## Церкви и строения монастыря

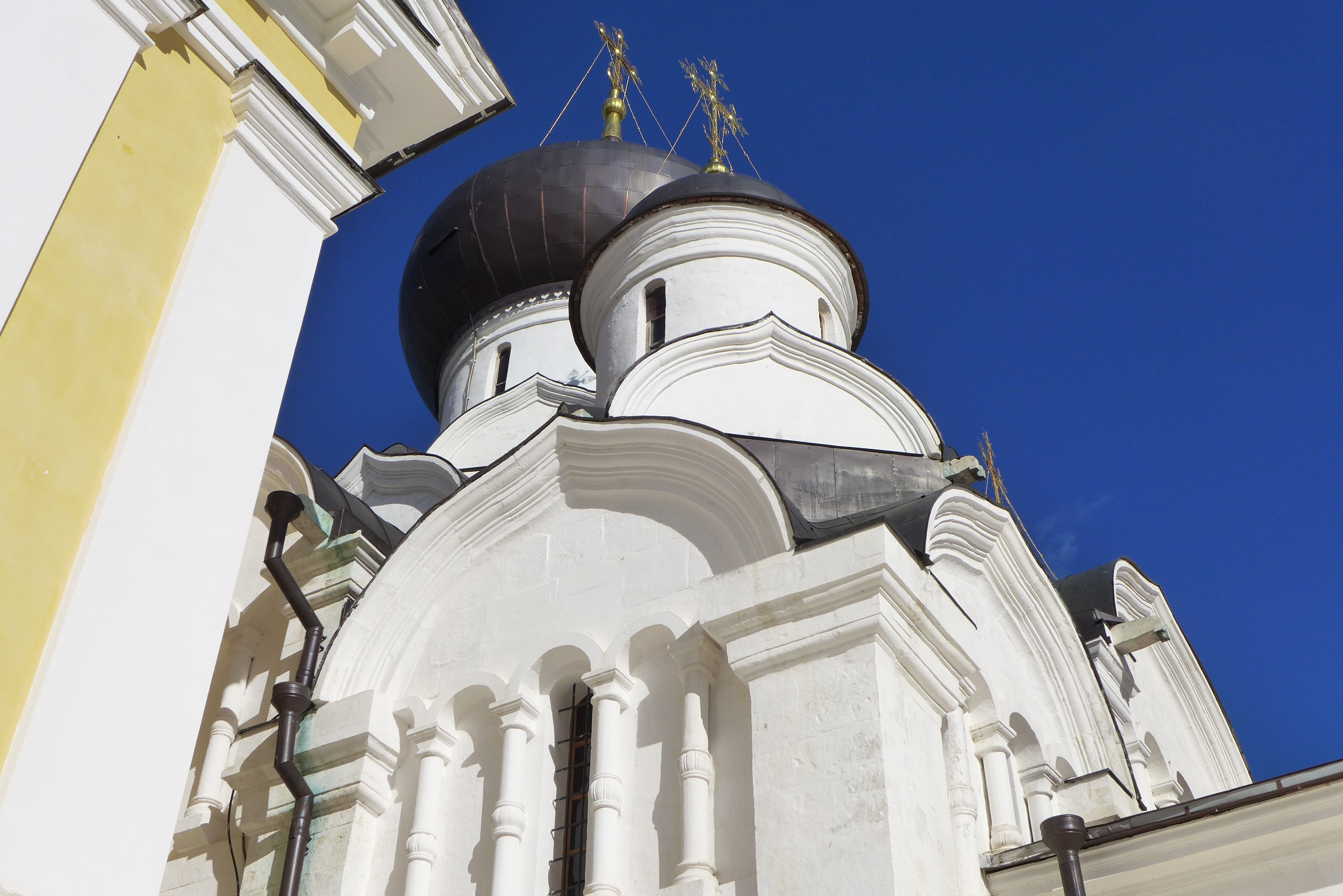
Собор Успения Пресвятой Богородицы

Усыпальница Глебова

- Собор Успения Пресвятой Богородицы (1530) из белого тёсаного камня с пятью большими главами, украшенный кокошниками, построен князем Андреем Старицким[1]:10. В храме находятся мощи схимонахини Пелагии — матери патриарха Иова.
- Каменный двухэтажный настоятельский корпус (1530-е годы) с братской трапезной, кухней и кельями[1]:21.
- Надвратная церковь во имя святого Иоанна Богослова (1694) с арочной галереей, построенная на месте сгоревшей в 1681 году кирпичной церкви[1]:11—12.
- Церковь Введения во храм Пресвятой Богородицы (1570), двухэтажная, шатровая, с остроконечным верхом, построенная Иваном Грозным[1]:11.
- Троицкая церковь (1819), каменная, двухэтажная, построенная на средства генерал-майора Алексея Тутолмина. В нижнем этаже — усыпальница Тутолминых[1]:12.
- Часовня с купелью во имя Георгия Победоносца.
- Мавзолей (усыпальница) И. Ф. Глебова, расположенный у паперти Успенского собора.

Патриаршим подворьем Свято-Успенского Старицкого монастыря является храм Святителя Иова Патриарха Московского и всея Руси (Москва, Можайское шоссе, 54).

## Настоятели
- Инок Трифон (1110—1127)[7]
- инок Никандр (1110—1153)
- инок Мисаил (1110—?)
- инок Порфирий (?—1164)
- инок Феодорит (1164—1193)
- инок Александр (1193—1203)
- игумен Иринарх (1203—1203)
- игумен Александр (1203—?)
- игумен Герасим (?—?)
- игумен Симеон (?—1220)
- игумен Варсонофий (1200—?)
- игумен Иона (?—?)
- игумен Никандр (?—?)
- игумен Кирилл (?—?)
- игумен Исаия (?—1240)
- игумен Варлаам (1240—?)
- архимандрит Леонид (?—?)
- архимандрит Филарет (?—1272)
- архимандрит Меофодий (?—?)
- игумен Лаврентий (?—?)
- игумен Антоний (?—?)
- игумен Иона (?—?)
- игумен Феодосии (?—?)
- игумен Савва (?—1283)
- игумен Симеон (1283—1289)
- игумен Варнава (1289—1287)
- игумен Киприан (?—?)
- игумен Герман (?—?)
- игумен Иосиф (?—?)
- игумен Арсений (?—?)
- игумен Боголеп (?—?)
- игумен Серапион (?—1292)
- игумен Дорофей (1292—1304)
- игумен Иаков (1304—1312)
- архимандрит Герман (1551—1553)
- архимандрит Игнатий (1553—1559)
- архимандрит Иов (6.5.1569[8]—1571)
- архимандрит Пимен (1601—1607)
- архимандрит Дионисий (середина 1605 года или август 1607 года[9] — 1610)
- архимандрит Мефодий (1617—1623)
- архимандрит Иосиф (1623—1653)
- архимандрит Леонид (1653—1655)
- архимандрит Тихон (1655—1658)
- архимандрит Исаия I (1658—1662)
- архимандрит Варлаам (1662—1669)
- архимандрит Сергий (1669—1672)
- архимандрит Варлаам II (1672—1683)
- архимандрит Исаия II (1683—1697)
- архимандрит Корнилий (1697—1716)
- архимандрит Иоаким (1716—1719)
- архимандрит Мельхиседек (1719—1722)
- архимандрит Иона (1722—1732)
- архимандрит Тарасий (1732—1769)
- архимандрит Варфоломей (1763—1768)
- игумен Филимон (1769—1770)
- игумен Христофор (1770—1776)
- игумен Макарий (1776—1783)
- игумен Арсений (Москвин) (1783)
- игумен Александр (1783—1785)
- игумен Амфилохий (1785—1785)
- игумен Елпидифор (1785—1792)
- игумен Павел (1792—1795)
- игумен Варлаам (1795—1796)
- архимандрит Иоасаф (Сретенский) (14 мая 1796—1798)
- архимандрит Анастасий (Щепетильников) (28 октября 1798 — 28 сентября 1806)
- игумен Антоний (1806—1807)
- архимандрит Иоанникий (1807—1808)
- архимандрит Сергий (1808—1808)
- архимандрит Серафим (1808—1811)
- архимандрит Иоасаф (1811—1816)
- архимандрит Владимир (1816—1818)
- архимандрит Ириней (1818—1821)
- архимандрит Иннокентий (Александров) (15 августа 1821 — 2 августа 1823)
- архимандрит Серафим (1823—1824)
- архимандрит Антоний (1824—1825)
- архимандрит Макарий (1825—1832)
- архимандрит Александр (1832—1856)
- архимандрит Феодор (1856—1858)
- архимандрит Адриан (1858—1865)
- игумен Меофодий (1865—1866)
- архимандрит Гавриил (1866—1867)
- игумен Поликарп (1868—1871)
- игумен Марк (1871—1871)
- архимандрит Гавриил (1871—1884)
- игумен Виталий (1884—1884)
- архимандрит Агафангел (1884—1888)
- игумен Арсений I (1888—1894)
- игумен Алексий (1894—1894)
- игумен Арсений II (1894—1896)
- архимандрит Николай (1896—1905)
- игумен Тихон (1905—1908)
- архимандрит Павел (1908—1918)
- игумен Тихон (1918—?)
- игумен Алексий (?—1923)
- игумен Кирилл (?—1928)
- митрополит Амвросий (Ермаков) (с 20 ноября 2020)[10]

### Наместники
- игумен Гермоген (Чирков) (1997 — 12 октября 2007)
- игумен Димитрий (Севостьянов) (12 октября 2007 — 9 июля 2019)
- иеромонах Паисий (Новоженов) (15 июля 2019 — 24 сентября 2021)
- игумен Дамаскин (Леонов) (с 24 сентября 2021)[11]